# Bisdom Edmundston
Het bisdom Edmundston (Latijn: Dioecesis Edmundstonensis) is een rooms-katholiek bisdom met als zetel Edmundston, in Canada. Het bisdom is suffragaan aan het aartsbisdom Moncton. 

## Geschiedenis
Het bisdom werd opgericht op 16 december 1944, uit delen van het bisdom Bathurst in Canada. 

## Parochies
Het bisdom had in 2021 een oppervlakte van 12.838 km2 en telde 43.775 inwoners waarvan 96,9% rooms-katholiek was.

## Bisschoppen
- Marie-Antoine Roy (9 juni 1945 - 27 oktober 1948)
- Joseph-Roméo Gagnon (12 februari 1949 - 18 februari 1970)
- Fernand Lacroix (19 augustus 1970 - 31 mei 1983)
- Gérard Dionne (23 november 1983 - 20 oktober 1993)
- François Thibodeau (22 oktober 1993 - 5 januari 2009)
- Claude Champagne (5 januari 2009 - heden)

Moncton (aartsbisdom) · Bathurst in Canada · Edmundston · Saint John